# 금당국민학교 가학분교
금당국민학교 가학분교는 대한민국 전라남도 완도군 금당면 가학안골길 18-35(가학리)에 있었던 국민학교 분교이다.

## 연혁
- 일자미상 금당국민학교 가학분교 설립 인가
- 1961년 4월 1일 가학분교장 개교
- 일자미상 가학분교 금당서국민학교 승격 인가
- 1965년 3월 1일 금당서국민학교 승격 분리
- 1967년 4월 1일 도서벽지학교 '을'급 지정
- 1986년 1월 1일 도서벽지학교 '다'급 조정
- 1989년 9월 1일 도서벽지학교 '나'급 조정
- 1993년 3월 1일 금당국민학교 가학분교장 격하 편입
- 1995년 3월 1일 폐교 및 금당국민학교 통폐합